# ليتونيا (أوهايو)
ليتونيا، أوهايو

ليتونيا (بالإنجليزية: Leetonia)‏ هي مدينة أمريكية تقع في ولاية أوهايو. تبلغ مساحة هذه المدينة 5.5 (كم²)،ويبلغ عدد سكانها 2043 نسمة حسب إحصاء سنة 2010 م 2043.تشير إحصاءات سنة 2000م بأن الكثافة السكانية في هذه المدينة تقدر بـ(373.6) نسمة/كم2 

## التركيبة السكانية
قام مكتب تعداد الولايات المتحدة بتحديد بيانات التركيبة السكانية لليتونيا في تعداد الولايات المتحدة. في ما يلي، التركيبة السكانية حسب تعدادي 2000 و2010.

### تعداد عام 2000
بلغ عدد سكان ليتونيا 2,043 نسمة بحسب تعداد عام 2000، وبلغ عدد الأسر 753 أسرة وعدد العائلات 557 عائلة مقيمة في القرية. في حين سجلت الكثافة السكانية 967.5 نسمة لكل ميل مربع (373.6/كم2). وبلغ عدد الوحدات السكنية 816 وحدة بمتوسط كثافة قدره 386.4 نسمة لكل ميل مربع (149.2/كم2).
وتوزع التركيب العرقي للقرية بنسبة 98.92% من البيض و 0.34% من الأمريكيين الأصليين و 0.05% من الأمريكيين ذوي الأصول الآسيوية و 0.29% من الأمريكيين الأفارقة و 0.39% من عرقين مختلطين أو أكثر.
بلغ عدد الأسر 753 أسرة كانت نسبة 37.1% منها لديها أطفال تحت سن الثامنة عشر تعيش معهم، وبلغت نسبة الأزواج القاطنين مع بعضهم البعض 58.0% من أصل المجموع الكلي للأسر، ونسبة 12.0% من الأسر كان لديها معيلات من الإناث دون وجود شريك، وكانت نسبة 26.0% من غير العائلات. تألفت نسبة 23.0% من أصل جميع الأسر من أفراد ونسبة 11.6% كانوا يعيش معهم شخص وحيد يبلغ من العمر 65 عاماً فما فوق. وبلغ متوسط حجم الأسرة المعيشية 3.20، أما متوسط حجم العائلات فبلغ 2.71.
بلغ العمر الوسطي للسكان 34 عاماً. وكانت نسبة 28.7% من القاطنين تحت سن الثامنة عشر، وكانت نسبة 7.7% بين الثامنة عشر والأربعة وعشرون عاماً، ونسبة 29.8% كانت واقعةً في الفئة العمرية ما بين الخامسة والعشرون حتى والأربعة وأربعون عاماً، ونسبة 21.8% كانت ما بين الخامسة والأربعون حتى الرابعة والستون، ونسبة 12.0% كانت ضمن فئة الخامسة والستون عاماً فما فوق. يوجد لكل 100 أنثى 99.3 ذكر، ويوجد لكل 100 أنثى في الثامنة عشر من عمرها فما فوق 93.4 ذكر.
بلغ متوسط دخل الأسرة في القرية 37,714 دولار، أما متوسط دخل العائلة فبلغ 39,958 دولار. وكان متوسط دخل الذكور 31,429 دولار مقابل 20,000 دولار للإناث. وسجل دخل الفرد الخاص بالقرية 14,620 دولار. وكانت نسبة 5.3% من العائلات ونسبة 7.0% من السكان تحت خط الفقر، وكان من هؤلاء نسبة 8.4% تحت سن الثامنة عشر ونسبة 8.5% في الخامسة والستين من العمر وما فوق.

### تعداد عام 2010
بلغ عدد سكان ليتونيا 1,959 نسمة بحسب تعداد عام 2010، وبلغ عدد الأسر 748 أسرة وعدد العائلات 541 عائلة مقيمة في القرية. في حين سجلت الكثافة السكانية 866.8 نسمة لكل ميل مربع (334.7/كم2). وبلغ عدد الوحدات السكنية 838 وحدة بمتوسط كثافة قدره 370.8 لكل ميل مربع (143.2/كم2).
وتوزع التركيب العرقي للقرية بنسبة 97.8% من البيض و 0.2% من الأمريكيين الأصليين و 0.3% من الأمريكيين ذوي الأصول الآسيوية و 0.1% من سكان جزر المحيط الهادئ و 0.2% من الأمريكيين الأفارقة و 1.5% من عرقين مختلطين أو أكثر.
بلغ عدد الأسر 748 أسرة كانت نسبة 36.6% منها لديها أطفال تحت سن الثامنة عشر تعيش معهم، وبلغت نسبة الأزواج القاطنين مع بعضهم البعض 52.1% من أصل المجموع الكلي للأسر، ونسبة 15.0% من الأسر كان لديها معيلات من الإناث دون وجود شريك، بينما كانت نسبة 5.2% من الأسر لديها معيلون من الذكور دون وجود شريكة وكانت نسبة 27.7% من غير العائلات. تألفت نسبة 23.3% من أصل جميع الأسر من أفراد ونسبة 11.4% كانوا يعيش معهم شخص وحيد يبلغ من العمر 65 عاماً فما فوق. وبلغ متوسط حجم الأسرة المعيشية 3.09، أما متوسط حجم العائلات فبلغ 2.62.
بلغ العمر الوسطي للسكان 38.2 عاماً. وكانت نسبة 26.1% من القاطنين تحت سن الثامنة عشر، وكانت نسبة 7.8% بين الثامنة عشر والأربعة وعشرون عاماً، ونسبة 26.6% كانت واقعةً في الفئة العمرية ما بين الخامسة والعشرون حتى والأربعة وأربعون عاماً، ونسبة 26% كانت ما بين الخامسة والأربعون حتى الرابعة والستون، ونسبة 13.3% كانت ضمن فئة الخامسة والستون عاماً فما فوق. وتوزع التركيب الجنسي للسكان بنسبة 49.0% ذكور و51.0% إناث.